# 陸奥のみち、肥薩のみちほか
- 街道をゆく > 陸奥のみち、肥薩のみちほか

『陸奥のみち、肥薩のみちほか』（むつのみち、ひさつのみちほか）は、司馬遼太郎の紀行文集『街道をゆく』の第3巻。
「週刊朝日」の1972年2月11日号から1972年9月29日号に連載された。
上代より中央からの独立性が強かった2つの地域、奥州と九州南部を旅した。この2つの地域は米作という面では対照的な地域であり、そのことの歴史や思想への影響について語られている。最後に司馬が居住する河内地方での数度にわたる旅について書かれている。

## 陸奥のみち
旅の時期は1971年11月10日から11月12日まで。（初日が『立冬（この年は11月8日）から二日目』という記述から推定）
飛行機で東京から八戸に飛び、八戸に1泊後、久慈街道を経て久慈に至り、
太平洋沿いに八戸に戻りもう1泊した後、豊臣時代以降対立関係にあった津軽藩と南部藩の藩境まで足を延ばした。
寒冷ゆえ米作に適さなかった陸奥地域の過酷な運命とそこで育まれた安藤昌益の農本的共産主義思想を取り上げる。またこの地を旅した高山彦九郎や柳田國男について触れる。
登場する同行者は画家の須田剋太、編集部のH（朝日新聞、橋本申一）、および案内人の西村嘉。

## 肥薩のみち
旅の時期は1972年3月22日から3月24日まで。
1972年1月より薩摩の人間風土を背景にした小説『翔ぶが如く』を執筆していた司馬は、この旅のはじめに、その小説の最終で描くことになる西南戦争の激戦地・田原坂を訪れる。さらに南下し、八代に立ち寄ったあと、人吉街道を通り、人吉にて1泊。人吉では鎌倉時代から700年以上続いた相良氏の城跡を訪れる。そのあと、戦国以降西南戦争まで藩外に対して閉ざされていた久七峠を越え、薩摩藩領に入る。その夜は鹿児島の三大ホテルの一つといわれるところに泊まったが、その猥雑さに鹿児島には洗練された文化意識というものが絶えてしまったのだという思いを抱いた。
九州が豊かさゆえに中央から独立圏を形成しえたこと、一方で、薩摩藩では富農富商が育たず、伝統を溜めこんで洗練し、次代に継承していくことがなかったため、明治で藩がくつがえると同時にすべてを失ったということが述べられている。
登場する同行者は須田剋太、編集部のH、編集部のHの同僚の婦人（原岡加寿栄）、詩人のT

## 河内のみち
司馬が居住する河内地方の古墳時代以来の豊かな文化を、数度の旅を通して描く。
- 若江村 - かつては沼沢が無数にあったが、中甚兵衛という農民の長年の陳情から、宝永元年(1704年)、大和川の流れを変える治水工事が行われ、耕地化された。
- 高貴寺 - 1970年の冬に偶然訪れた高貴寺に再訪する。この寺が広く知られることもなく森閑としてあるのは、真言宗の「律」の道場で、住職が観光化することを拒絶してきたからだと知る。
- 弘川寺 - 西行が入滅した場所。
- 観心寺 - 観心寺の湯屋があった場所に建てられた宿に泊まる。
- 大ヶ塚 - 寛文の頃に起きた喧嘩について。